# Пуцзы

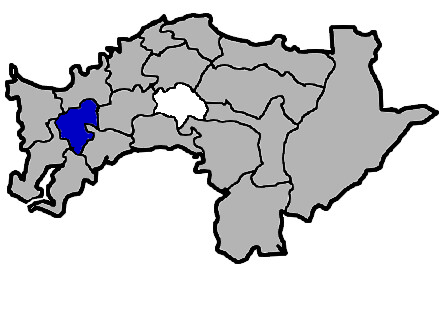
Расположение города Пуцзы в уезде Цзяи

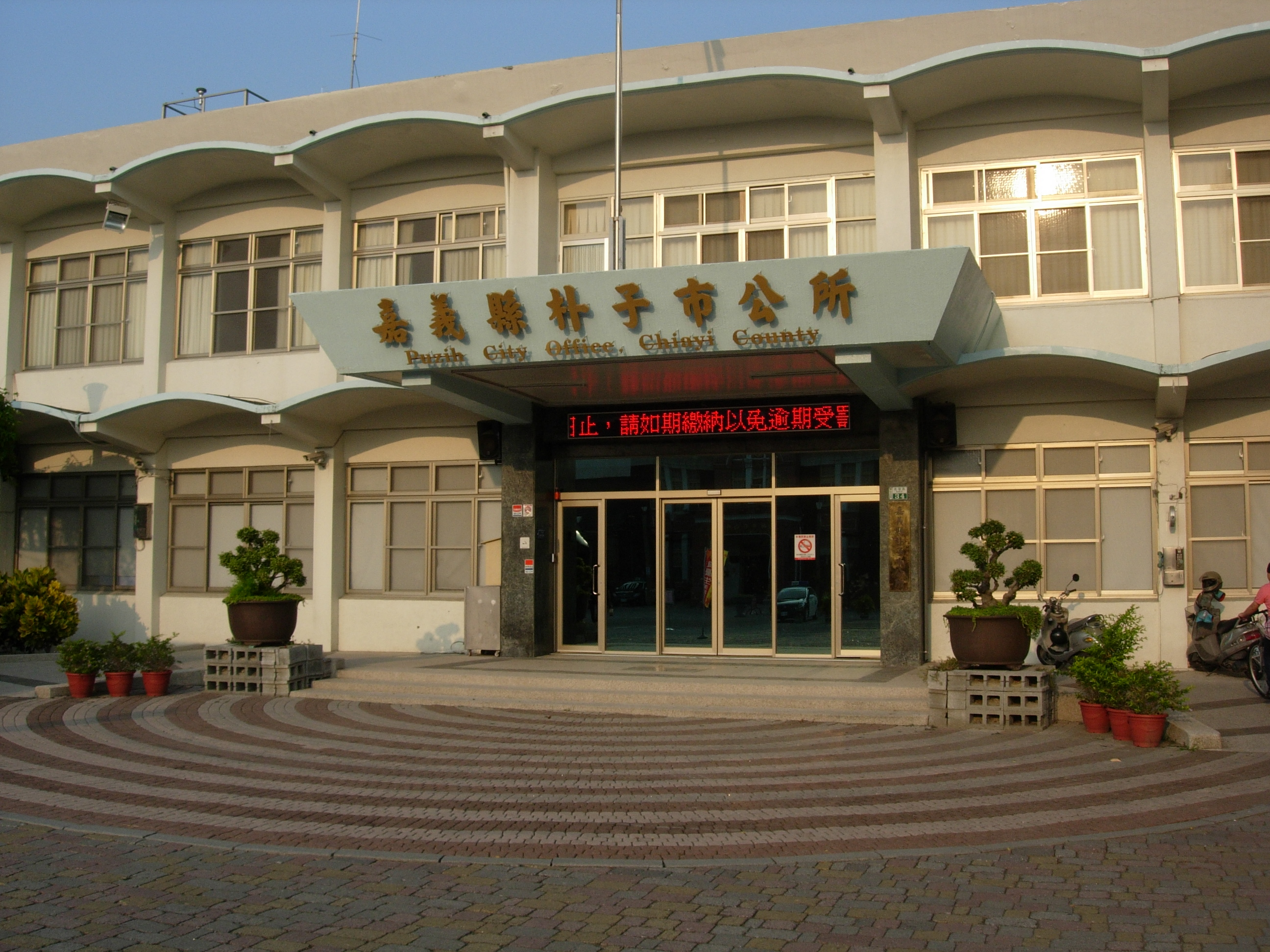
Мэрия города Пуцзы

Пуцзы (кит. 朴子市) — город на Тайване, расположенный в уезде Цзяи. Площадь города — 49,57 км². Население — 42,333 человек.

## История
Поселение ранее называлось Pho-a-kha кит. 樸仔腳 (Пэвэдзи:Phoh-á-kha) на наречии Хоккиен южноминского диалекта китайского языка. В 1920 году, во время японского правления, он был переименован в посёлок Бокуши (朴子街), располагался в уезде Тосеки, префектуры Тайнань.
После передачи Японией Тайваня Китайской республике в октябре 1945 года город Пуцзы был включен в уезд Тайнань. 11 декабря 1945 года было создано Бюро посёлка Пуцзы. В октябре 1950 года было создано правительство уезд Цзяи и поселок Пуцзы был включен в уезд Цзяи. 1 июля 1992 года посёлок Пуцзы был повышен до города уездного подчинения.

## География
- Площадь: 49,57 км²
- Население: 42,333 человека (2018)

## Государственные учреждения
- Совет уезда Цзяи

## Образование
- Университет науки и технологий Чанг Гун
- Университет Токо

## Достопримечательности
- Музей изобразительных искусств Мэй-Линг
- Пейтянский храм
- Художественный парк Пузих
- Культурный зал вышивки им. Пузича
- Пузынский железнодорожный парк[4]

## Транспорт

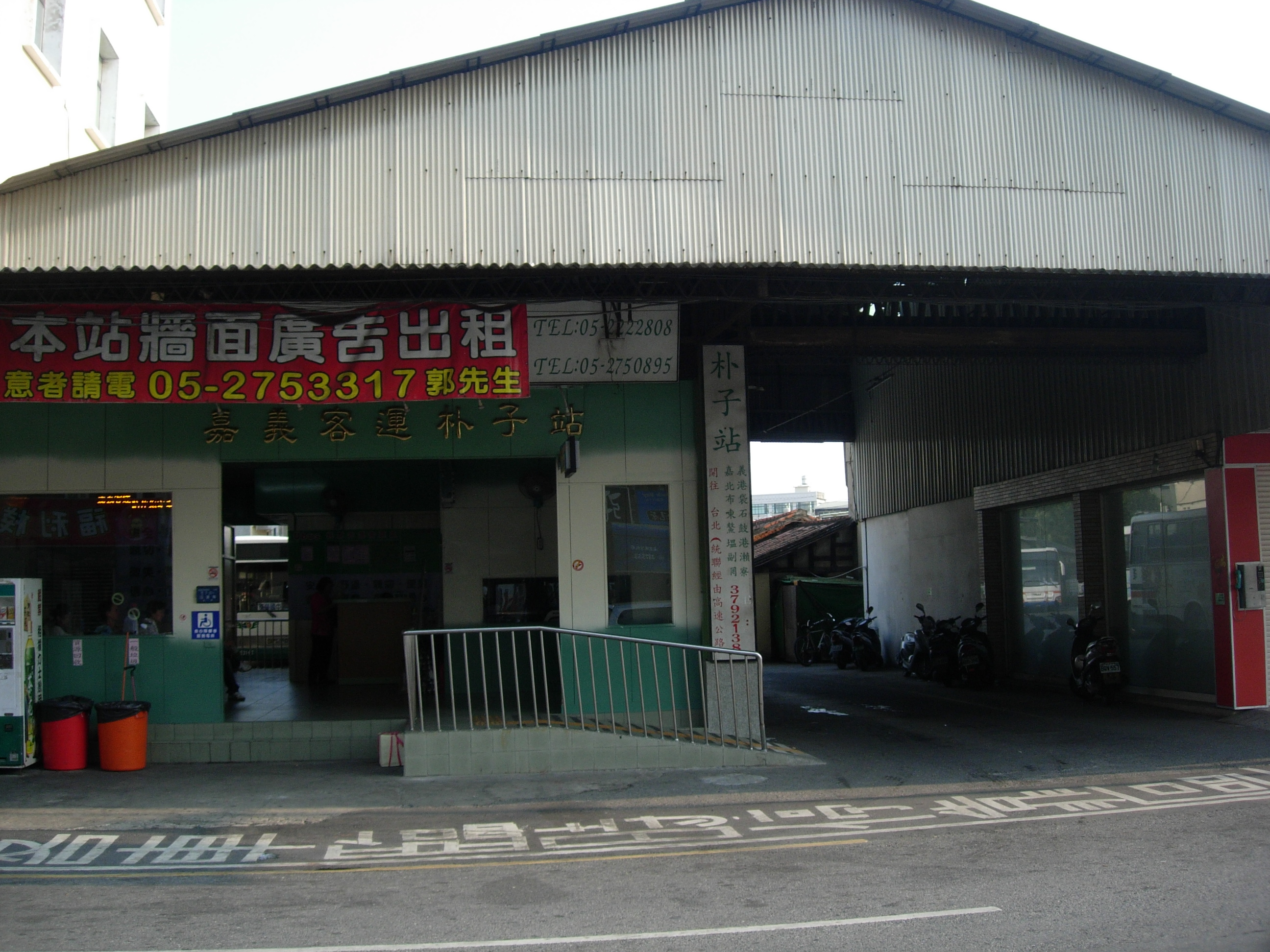
Автовокзал города Пуцзы

Автовокзал в городе Пуцзы

## Известные уроженцы и жители
- Момофуку Андо (1910—2007) — изобретатель лапши быстрого приготовления
- Ту Синчже (1951—) — мэр города Цзяи
- Хоу Юи (1957—) — заместитель мэра города Синьбэй